# Absenth
«Absenth» — российская Металкор-группа. Раннее творчество группы выдержано в направлениях Industrial metal- и Сyber-metal, Doom, Death, Gothic metal. Названием для группы послужило видоизмененное название знаменитого алкогольного напитка.

## Состав
- Олег Говоров — вокал
- Владимир Чернышов — вокал
- Алексей Игнатов — гитара (Врата)
- Никита Белых — бас-гитара
- Никита Гулевский — ударные

### Бывшие участники
- Владимир Лихацкий (Vlad Hangman) — гитара
- Сергей Духанин — бас-гитара, синтезаторы, программинг † (Attention)
- Илья Савельев — ударные (Necropsy, Шальные дни)
- Владимир Миронченко — гитара, вокал, синтезаторы (Dezrise, Rainwill)
- Михаил Раздымалин — гитара (Last Performance)
- Дмитрий Гриненков (Cain) — ударные (Little Dead Bertha, Last Performance, Silent Tales, Skyfall, Devil-May-Care)
- Петр Пенской — синтезаторы
- Анна Тамбовцева — синтезаторы
- Дмитрий Пальцев (Fuck) — ударные (Little Dead Bertha)
- Дмитрий Шурыгин — ударные
- Константин Дэт — синтезаторы, программинг
- Андрей Болотов — гитара (Сказки Чёрного Города, Ледокол)
- Владимир Усацкий — гитара
- Роман Кириченко — ударные (Little Dead Bertha)
- Николай Сошников — синтезаторы, вокал (GroTTesque)
- Владимир Авдеев — гитара (Сказки Чёрного Города, АТОМ 76)

## История группы

### Ранние годы: 2001—2011
Группа Absenth образовалась в 2001 году в г. Воронеже, Россия. В первый её состав вошли: Олег Говоров — вокал, Владимир Миронченко — вокал,гитара, Алексей Игнатов — гитара, Сергей Духанин — бас-гитара, Илья Савельев — ударные.
В этом составе группа записала два своих первых демо: «The Name of Evil» (2001) и «Theatre of pain» (2002), вышедшие на аудиокассетах. Сразу после записи второго демо Владимира Миронченко уходит из команды и в группу берут нового клавишника Петра Пенского. С этим составом группа записывает третье демо «Atlantida» 2003, после которого Пётр покидает состав. Вскоре в составе появляется новый гитарист Владимир Лихацкий (Vlad Hangman).
В 2005 лейблом VMH издается первый компакт-диск Absenth — «Love is dead», выдержанный в жанре Doom/Death Metal.

В 2008 Absenth дают серию концертов совместно с командами Шмели, Little Dead Bertha, Illidiance, The Pant, Dark Princess, ТТ-34, Обе-Рек, участвуют в крупнейшем фестивале Белоруссии Metal Crowd 2008.
В 2009 в интернете разошлась подделка на альбом «Darkness Inside», который в то время был ещё в стадии записи. В 2011, вышел настоящий альбом «Darkness Inside». О жанре альбома:
На наш взгляд это Gothic Doom/Dark metal с заметным влиянием Industrial.
 Состав, принимавший участие в записи, выглядел таким образом: Олег Говоров — вокал, Владимир Миронченко — вокал, гитара, бас-гитара, Михаил Раздымалин — гитара, Анна Тамбовцева — синтезаторы, Дмитрий Гриненков (Skyfall, Rainwill, Devil-May-Care, Little Dead Bertha, Silent Tales) - ударные. Оформлением альбома на этот раз занимался W. Smerdulak.

### Широкая известность: 2012—2020
В конце 2011 в свет выходят 2 версии EP «Green Devil» . Песня «To ram!» становится официальным саундтреком белгородского опэн-эйр фестиваля «На таран!», где Absenth выступают вместе с группой Mordor.
Следом за синглами 21 декабря 2012 года на свет появляется третий полноформатник «Erotica 69», выпущенный российским лейблом Artifical Sun. Дата релиза была выбрана не случайно: в этот день весь мир замер в ожидании конца света, связанного с окончанием календаря индейцев Майя

В течение трех месяцев песни из альбома занимали первые места в хит-параде «Старт» на радио «Рок-Прорыв!».
Альбом получил массу положительных отзывов музыкальных критиков со всего мира.

В рамках концертов в поддержку альбома группа объехала часть городов России и Ближнего зарубежья и подписала контракт с израильским промо-агентством GlobMetal Promotions.
В январе 2014 года выходит EP «Легче» , записанный совместно с писателем и поэтом Аль Квотион, в котором Олег Говоров исполняет голосом фрагменты книги «Запчасть импровизации» на музыку итальянского пианиста и композитора-классика Фабрицио Патерлини, а также песни на музыку клавишника Constantine Death.

В феврале 2014 издано первое официальное видео группы на песню «Absenth». В роли главного действующего лица клипа снялся участник передач «Битва экстрасенсов на ТНТ» (10 сезон) и «Истина где-то рядом» (1 канал), чёрный маг Константин Ямпольский.

В марте Absenth переиздают все ранее записанные альбомы на новом лейбле «Global Track»

Второго мая, ко дню рождения бывшего бас-гитариста группы Сергея Духанина (02.05.1983 — 23.09.2008), под маркой Global Track выходит переиздание альбома «All demo(n)s», дополненное двумя демо-треками «Atlantida» и «Is Dead Forever», издававшимися только на аудиокассетах в 2003 г. В конце мая группа попадает в TOP 10 российского чарта на сайте Reverbnation.com и весь следующий месяц удерживается в десятке лучших исполнителей, лавируя между 6 и 8 местом, соседствуя и меняясь местами с группами Невидь, Fiend и Deviant Syndrome. В июне видеоклип на песню «Absenth» выбран компанией Skey-Film  для участия во всероссийском кинофестивале в номинации «Лучший клип Воронежа 2014». В начале июля Absenth выступают на нескольких фестивалях, деля площадку с группами Артур Беркут, Монгол Шуудан, Чёрный Обелиск и Distemper.
В 2015 выходит трехпесенный EP «Mix Fight». В рамках тура «Cybergod Tour 2015» группа посещает с концертами 10 городов России: Белгород, Саратов, Волгоград, Смоленск, Курск, Орел, Самару, Уфу, Ижевск и Пермь.
В 2016 выходит второй официальный видеоклип на песню «Revelation».
 Группа выходит в финал продолжавшегося в течение года конкурса «Бой продолжается» на портале Mastersland.com и побеждает, обогнав по количеству голосов главного оппонента — группу Ария. Но по решению администрации сайта первое место отдают сразу четырём командам: Оргия Праведников, Омела, Фактор Страха и Absenth.
В 2019 группа выпускает первый русскоязычный трехпесенный EP «Кибербог». В этом же году в состав группы возвращается гитарист Алексей Игнатов.
В 2020 выходит сингл "Лица".
12 ноября 2020 на своей официальной странице В Контакте группа Absenth объявила о завершении своей деятельности.

## Дискография

### Демо
- 2001 — The Name of Evil
- 2002 — Theatre of pain
- 2003 — Atlantida
- 2014 — All demo(n)s

### Полноформатные альбомы
- 2005 — Love is dead
- 2011 — Darkness Inside
- 2012 — Erotica 69

### EP (мини-альбомы)
- 2011 — Green Devil
- 2014 — Легче
- 2015 — Mix Fight
- 2019 — Кибербог
- 2020 — Лица

## Видеоклипы
- Absenth (Режиссёр — Сергей Лебедев. 2014 г.)
- Revelation (Монтаж — Сергей Лебедев, съемка — Mass Cruelty Production 2016 г.)